# Deutsche Tourenwagen Masters

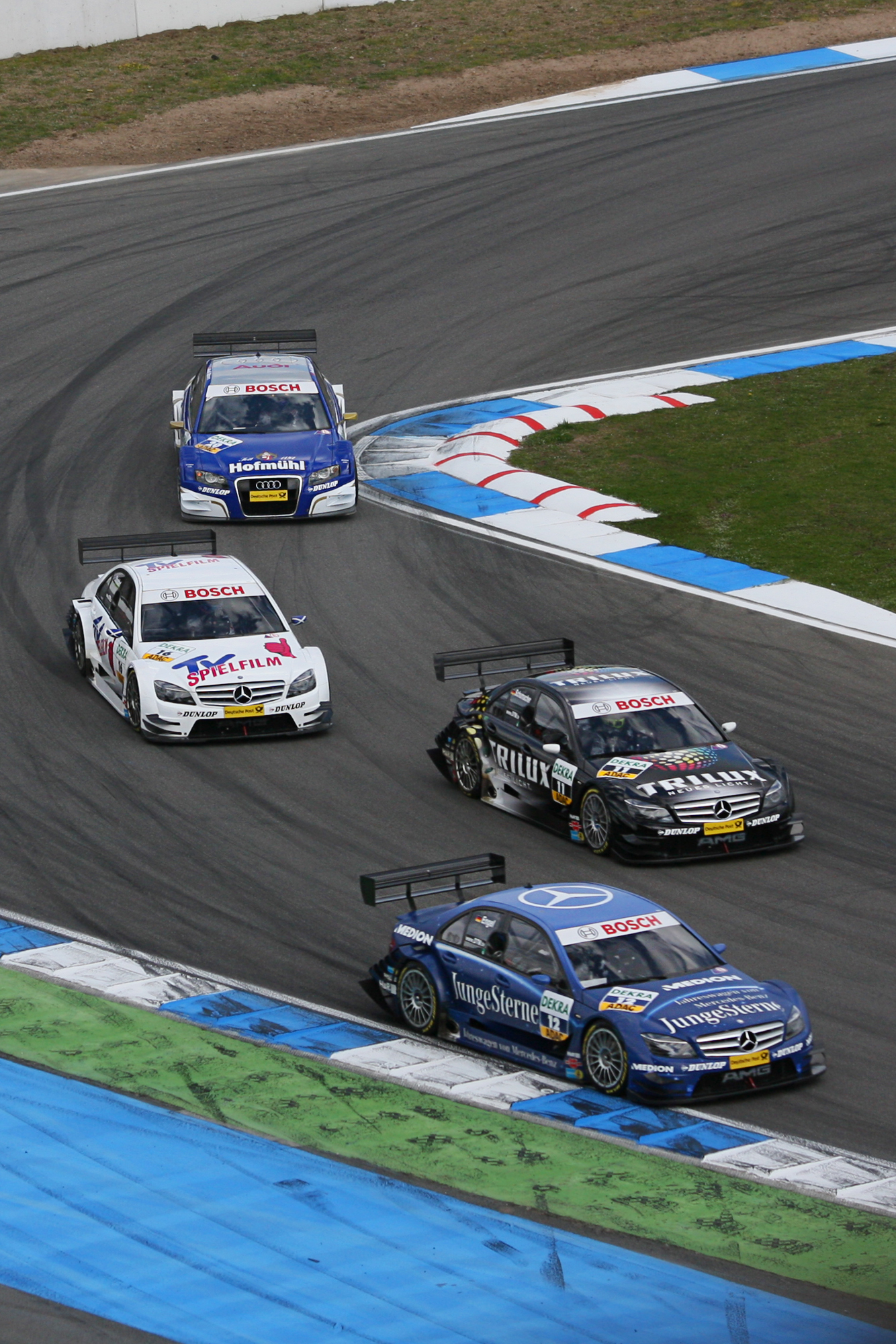
Гонка DTM у Гоккенгаймі у 2008 році

DTM (Deutsche Tourenwagen Masters) — німецький чемпіонат спортивних модифікацій серійних авто, або Німецька автомобільна гоночна серія — проводиться з 1984 року. Існує два етапи розвитку чемпіонату: І — 1984—1996; ІІ — з 2000 року.

## Історія

### Передісторія
Першою еволюцією чемпіонату став Deutsche Automobil Rundstrecken Meisterschaft — німецький чемпіонат кільцьових перегонів для легкових автомобілів який бере свій початок з 1967 р. В результаті через ті чи інші причини паралельно до кожного ведучого чемпіонату проходив інший, в який учасники переходили по мірі популярності. Так 1972 р. розпочався Deutsche Rennsport Meisterschaft — німецький чемпіонат з автогоночного спорту. 3 1976 р. у DRM з'явився розподіл на силуети Категорії 5 (попередники сучасних автомобілів DTM). У 1984 р. було створено новий чемпіонат для автомобілів Групи А, нові власники серії у 1986 р. назвали його Deutsche Tourenwagen-Meisterschaft. У 1993 серію перевели на правила Класу 1, який робив з модифікованих серійних автомобілів силует-прототипи. Нові правила популяризували чемпіонат і до нього прийшли Alfa Romeo, Mercedes-Benz та Opel. Аби популяризувати чемпіонат ще більше, частину прав власності було передано Міжнародній автомобільній федерації, яка у 1995 р. перетворила серію на чемпіонат світу, що підвищила його вартість як для виробників машин, так і для глядачів та телебачення, це призвело до конфлікту з Alfa Romeo та Opel і закриття чемпіонату після сезону 1996 року.

### 2000—2003: Відроження чемпіонату
Одразу після закриття чемпіонату колишні компанії-учасники почали планувати його відновлення. У кінці 90-х років ХХ ст. автовиробниками Mercedes-Benz та Opel була організована гоночна серія, яка отримала назву «Чемпіонат Німеччини для турингових авто» (Deutsche Tourenwagen Masters). За основу якої було взято чемпіонат FIA GT та минулий DTM-ITC. Організатори прагнули зробити чемпіонат якомога цікавішим та популярнішим, боліди швидшими та потужнішими, при цьому виключити такий фактор як «гонка бюджетів». До чемпіонату також приєдналися Audi, але вони не виробляли турингові машини, а віддавали їх на тюнинг компанії Abt Sportsline.

## Регламент

### Технічний
Технічний регламент включає в себе такі пункти:
- Автомобілі для перегонів мають бути спортивними модифікаціями масових серійних моделей, «готовими також для продажу звичайним покупцям» [1]
- Двигуни та шасі автомобілів (за виключенням деяких частин) повинні випрацювати весь сезон без їх заміни
- Запасні автомобілі відсутні
- Багато агрегатів стандартизовані
- Автомобіль повинен виїздити весь сезон без технічних модифікацій
- Новий автомобіль дозволяється випускати не частіше, ніж раз у три роки
- Обмежена кількість комплектів гуми
- Регламентована кількість тестів, 20 днів на рік.
- Аеродинаміка автомобіля також не модифікується протягом сезону

### Гоночний
Гоночний уік-енд проходить протягом 3-х днів:
- П'ятниця: 
Тренувальні заїзди — 2 етапи
- I — 10:20-11:50.
- II — 14:30-16:00.
- Субота: Тренувальні заїзди — 09:30-10:30.
Кваліфікація — 13:30-14:30.
- Неділя:
«Ранкова розминка» — 09:15-09:45.
12:20-13:05 — доступ глядачів до піт-лейну.
13:20 — автомобілі залишають бокси.
13:30-13:45 — презентація стартової решітки.
Гонка — 14:00-15:00.

## Конструкція автомобілів
- Кузов. Гоночні моделі серії DTM мають дизайн кузова зовні подібний до серійних моделей. Але на відміну від несучих кузовів серійних авто, конструкція кузова DTM-моделей в середини має несучу просторову раму з каркасом безпеки. Механічні вузли автомобіля розташовані так, щоб максимально знизити центр ваги, і створити розподіл ваги 50%-50%. Подібність до серійних автомобілів їм надають знімні панелі, які кріпляться на раму і легко знімаються в боксах для обслуговування потрібних вузлів. Скло не застосовується, замість нього застосовують спеціальну пластмасу, яка не подрібнюється на небезпечні осколки.

- Двигун. Переднє компонування, восьмициліндровий, V-подібний (кут розвалу — 90 градусів), об'ємом 4 літра. Потужність — 470 к.с, крутний момент — 500 Нм, вага блоку циліндрів — 175 кг, відстань між циліндрами 102 мм. Двигун гоночного автомобіля DTM повинен відпрацювати весь сезон (5000 км пробігу) без заміни та капітального ремонту, тому їх конструюють дуже надійними і вони служать без поломок. Регламентом дозволено робити 3 двигуна на 2 автомобіля. На початку сезону двигун пломбується і дозволяється лише його обслуговування, для якого пломби знімаються під наглядом технічних делегатів організаторів. Електроніка керування двигуном від фірми Bosch також стандартизована. Система випуску відпрацьованих газів у різних автовиробників своя: Audi — випускна труба знаходиться за передніми колесами, що дозволяє підвищити ефективність бокових аеродинамічних елементів, але значно підвищує рівень шуму; Mercedes-Benz — випускна труба розташована перед задніми колесами (автомобілі до 2007 р.) або ж за заднім бампером.
- Аеродинаміка. Автомобілі класу DTM мають аеродинамічну конструкцію, котра складається з плоского дна з 2-ма дифузорами та заднього антикрила. Також автомобілі мають багато дрібних аеродинамічних елементів, які розташовано на колісних арках, передньому та задньому бамперах. Аеродинаміка відіграє значну роль у сучасному автомобілі класу DTM, вона дозволяє лишатися автомобілю достатньо керованим на максимальних швидкостях.
- Трансмісія. Привід — задній (як у Mercedes-AMG), або на всі колеса — як в Audi DTM 08 4WD RTR. Коробка передач (секвентальна 6-ступенева) і трансмісія стандартні і замовляються в одного виробника (Hewland, Xtrac), вносити зміни заборонено. Рульове керування з підсилювачем, електронні системи заборонені.
- Підвіска. Виключно для перегонів, незалежна, «подвійний Уішбон» (поперечний важіль) на всіх колесах із штовхаючою стійкою і регульованими газонаповненими амортизаторами, подібна до автомобілів із відкритими колесами.
- Гальма. Гальмівні диски: карбонові, вентилюючі із легкосплавними колодками, стандартизовані, AP Racing. Пілот за кермом має можливість налаштовувати баланс гальм.
- Розміри. Розміри автомобілів: довжина 4800 мм, ширина 1850 мм, висота 1200 мм; кліренс — не менше 50 мм. Розміри автомобілів, колісна база і колія також жорстко стандартизовані (починаючи з 2004 р.), щоб вирівняти шанси всіх учасників.

## Виробники автомобілів

### Активні
Audi (2000—дотепер):
- Audi TT (2000—2003)
- Audi A4 (2004—2011)
- Audi A5 (2012)
- Audi RS5 (2013—2020)
- Audi R8 (2021—дотепер)

 BMW (2012—дотепер):
- BMW M3 (2012—2013)
- BMW M4 (2014—2020, 2022—дотепер)
- BMW M6 (2021)

 Ferrari (2021—дотепер):
- Ferrari 488 (2021—2022)
- Ferrari 296 (2023—дотепер)

 Lamborghini (2021—дотепер):
- Lamborghini Huracán (2021—дотепер)

 Mercedes-Benz (2000—2018, 2021—дотепер):
- Mercedes-Benz CLK (2000—2003)
- Mercedes-Benz C (2004—2018)
- Mercedes-AMG GT (2021—дотепер)

 Porsche (2022—дотепер)
- Porsche 911 (2022—дотепер)

### Колишні
Aston Martin (2019):
- Aston Martin Vantage (2019)

 Opel (2000—2005):
- Opel Astra (2000—2003)
- Opel Vectra (2004—2005)

## Гоночні траси

### Траси чинного календаря
- Ассен, Нідерланди (2019—)
- Гоккенгаймринг, Німеччина (2000—)
- Золдер, Бельгія (2002, 2019—)
- Ігора Драйв, Росія (????—)
- Лаузіц, Німеччина (2000—)
- Монца, Італія (2021—)
- Норісринг, Німеччина (2000—)
- Нюрбургринг, Німеччина (2000—)
- Ред Булл Ринг, Австрія (2001—2003, 2011—2018, 2021—)

### Траси попередніх сезонів
- Адрія, Італія (2003—2004, 2010)
- Брендс-Гетч, Велика Британія (2006—2013, 2018—2019)
- Брно, Чехія (2004—2005)
- Валенсія, Іспанія (2010—2012)
- Діжон-Пренуа, Франція (2009)
- Донінгтон Парк, Велика Британія (2002—2003)
- Ешторіл, Португалія (2004)
- Заксенринг, Німеччина (2000—2002)
- Зандвоорт, Нідерланди (2001—2018)
- Істанбул Парк, Туреччина (2005)
- Каталунья, Іспанія (2006—2009)
- Мізано, Італія (2018—2019)
- Москоу Рейсвей, Росія (2013—2017)
- Муджелло, Італія (2007—2009)
- Ошерслебен, Німеччина (2000—2001, 2004—2015)
- Сарта, Франція (2006, 2008)
- Спа-Франкоршам, Бельгія (2005, 2020)
- Хунгароринг, Угорщина (2014, 2016—2018)
- Шанхай, Китай (2010)

### Траси позазалікових гонок
- Оліпіаштадіон, Німеччина (2011—2012)
- Фудзі, Японія (2019)
- Шанхай, Китай (2004)

## Чемпіони DTM
| Сезон | Чемпіон         | Команда              | Автомобіль чемпіона | Кубок конструкторів |
| ----- | --------------- | -------------------- | ------------------- | ------------------- |
| 2000  | Бернд Шнайдер   | HWA Team             | Mercedes-Benz       | Mercedes-Benz       |
| 2001  | Бернд Шнайдер   | HWA Team             | Mercedes-Benz       | Mercedes-Benz       |
| 2002  | Лоран Айєлло    | ABT Sportsline       | Audi                | Mercedes-Benz       |
| 2003  | Бернд Шнайдер   | HWA Team             | Mercedes-Benz       | Mercedes-Benz       |
| 2004  | Маттіас Екстрем | ABT Sportsline       | Audi                | Audi                |
| 2005  | Гері Пафет      | HWA Team             | Mercedes-Benz       | Mercedes-Benz       |
| 2006  | Бернд Шнайдер   | HWA Team             | Mercedes-Benz       | Mercedes-Benz       |
| 2007  | Маттіас Екстрем | ABT Sportsline       | Audi                | Audi                |
| 2008  | Тімо Шайдер     | ABT Sportsline       | Audi                | Mercedes-Benz       |
| 2009  | Тімо Шайдер     | ABT Sportsline       | Audi                | Mercedes-Benz       |
| 2010  | Пол ді Реста    | HWA Team             | Mercedes-Benz       | Mercedes-Benz       |
| 2011  | Мартін Томчик   | Phoenix Racing       | Audi                | Audi                |
| 2012  | Бруно Спенглер  | Schnitzer Motorsport | BMW                 | BMW                 |
| 2013  | Майк Рокенфелер | Phoenix Racing       | Audi                | BMW                 |
| 2014  | Марко Віттман   | Team RMG             | BMW                 | Audi                |
| 2015  | Паскаль Верляйн | HWA Team             | Mercedes-Benz       | BMW                 |
| 2016  | Марко Віттман   | Team RMG             | BMW                 | Audi                |
| 2017  | Рене Раст       | Team Rosberg         | Audi                | Audi                |
| 2018  | Гері Пафет      | HWA Team             | Mercedes-Benz       | Mercedes-Benz       |
| 2019  | Рене Раст       | Team Rosberg         | Audi                | Audi                |
| 2020  | Рене Раст       | Team Rosberg         | Audi                | Audi                |

## Виноски
1. ↑  Див. Міжнародна автоспортивна Угода — International Sporting Code (ISC) [Архівовано 27 грудень 2005 у Wayback Machine.]